# جوليوس أوبيدو
جوليوس أوبيدو (بالإنجليزية: Julius Ubido)‏ (29 ديسمبر 1984 بنيجيريا - ) هو لاعب كرة قدم نيجيري في مركز الوسط. شارك مع منتخب نيجيريا لكرة القدم. أما مع النوادي، فقد لعب مع نادي هارتلاند.

## وصلات خارجية
- جوليوس أوبيدو على موقع قاعدة بيانات كرة القدم.إي يو (الإنجليزية)
- جوليوس أوبيدو على موقع ناشيونال فوتبول تيمز (الإنجليزية)